# Pinheiro (1932–2011)
João Carlos Batista Pinheiro (ur. 13 stycznia 1932 w Campos, zm. 30 sierpnia 2011 w Rio de Janeiro) – brazylijski piłkarz, występujący na pozycji środkowego obrońcy.

## Kariera klubowa
Karierę piłkarską zaczął w klubie Americano FC w 1947 roku. W 1948 przeszedł do Fluminense FC. W klubie z Rio de Janeiro grał do 1963 roku i rozegrał 605 meczów, strzelając przy tym 51 bramek. Podczas tego okresu dwukrotnie zdobył mistrzostwo Stanu Rio de Janeiro – Campeonato Carioca w 1951 i 1959 oraz Turniej Rio-São Paulo w 1957 i 1960 roku. Ostatnie dwa lata kariery 1963–1964, grał w Bonsucesso Rio de Janeiro i EC Bahia.

## Kariera reprezentacyjna
W reprezentacji Brazylii Pinheiro zadebiutował 6 kwietnia 1952 w meczu z reprezentacją Meksyku, podczas Mistrzostw Panamerykańskich, które Brazylia wygrała. W 1954 roku był członkiem kadry na mistrzostwa świata w Szwajcarii, na których Brazylia odpadła w ćwierćfinale z reprezentacją Węgier. Pinheiro zagrał we wszystkich trzech meczach. W 1955 wygrał z ekipą canarinhos Puchar O’Higgins pokonując reprezentację Chile. Był to jego ostatni mecz w reprezentacji. Łącznie zagrał w barwach canarinhos 17 meczów i strzelił 1 bramkę.

## Kariera trenerska
Po zakończeniu kariery piłkarskiej został trenerem i trenował m.in. w Cruzeiro EC, Botafogo FR, Bangu AC, Amerikę Rio de Janeiro i Americano FC.